# Neufmanil
Neufmanil település Franciaországban, Ardennes megyében. Lakosainak száma 988 fő (2022. január 1.). Neufmanil Aiglemont, Bogny-sur-Meuse, Gespunsart, La Grandville, Nouzonville és Thilay községekkel határos.

## Népesség
A település népességének változása:
| Lakosok száma | 1202 | 1211 | 1204 | 1200 | 1117 | 1078 | 1020 | 1006 | 993  | 988  |
|               | 1968 | 1982 | 1990 | 2006 | 2013 | 2015 | 2017 | 2019 | 2020 | 2022 |